# Guyana en los Juegos Olímpicos de Pekín 2008
Guyana estuvo representada en los Juegos Olímpicos de Pekín 2008 por cuatro deportistas, dos hombres y dos mujeres, que compitieron en dos deportes.
El portador de la bandera en la ceremonia de apertura fue el nadador Niall Roberts. El equipo olímpico guyanés no obtuvo ninguna medalla en estos Juegos.